# Jay Hardway
Jay Hardway, właśc. Jobke Heiblom (ur. 27 kwietnia 1991 w Drunen) – holenderski DJ i producent muzyczny.

## Kariera muzyczna
Działalność artystyczną rozpoczął w wieku czternastu lat, początkowo występując w małych lokalach i pubach. Z biegiem czasu skoncentrował swoją działalność na znacznie większych klubach dyskotekowych. Pod wpływem inspiracji twórczością takich wykonawców jak Tiësto, Afrojack, Laidback Luke oraz Vato Gonzalez, rozwijał swoje artystyczne predyspozycje. W 2012 roku, we współpracy z Martinem Garrixem, zrealizował utwór zatytułowany „Registration Code”, który został opublikowany bezpłatnie w serwisie SoundCloud. W marcu 2013 roku ukazał się kolejny utwór producentów, pt. „Error 404”, wydany już jako singel przez wytwórnię Doorn Records. Zdecydowany sukces duet osiągnął za sprawą singla „Wizard” wydanego przez Spinnin’ Records. Utwór uplasował się m.in. na szesnastym miejscu notowania Dutch Top 40 oraz na siódmej pozycji UK Singles Chart. W maju 2014 roku ukazał się solowy singel artysty, zatytułowany „Bootcamp”, do którego został zrealizowany teledysk. W sierpniu tego samego roku wydany został utwór „Freedom”, wyprodukowany we współpracy z Mikiem Hawkinsem.

## Dyskografia

### Single
- 2013: „Error 404” (oraz Martin Garrix)
- 2013: „Wizard” (oraz Martin Garrix)
- 2014: „Bootcamp”
- 2014: „Freedom” (oraz Mike Hawkins)
- 2015: „Voodoo” (oraz DVBBS)
- 2015: „Wake Up”
- 2015: „Electric Elephants”
- 2015: „Home” (oraz Firebeatz)
- 2016: „Stardust”
- 2016: „El Mariachi” (oraz Bassjackers)
- 2016: „Dinosaur” (oraz Bassjackers)
- 2016: „Somnia”
- 2016: „Spotless” (oraz Martin Garrix)
- 2016: ''Amsterdam (AMF 2016 Anthem)''
- 2017: „Scio”

### Remiksy
- 2013: Someday – You’re in My Head (Jay Hardway Remix)
- 2013: Margaret Berger – I Feed You My Love (Jay Hardway Remix)
- 2014: Lethal Bizzle feat. Cherri Voncelle – The Drop (Jay Hardway Remix)
- 2016: Sam Feldt & Deepend ft. Teemu – Runaways (Jay Hardway Remix)